# گلاسگو (اورگن)
گلاسگو (به انگلیسی: Glasgow) یک منطقهٔ مسکونی در ایالات متحده آمریکا است که در شهرستان کوس، اورگن واقع شده‌است. گلاسگو ۸٫۳۵ کیلومتر مربع مساحت و ۷۶۳ نفر جمعیت دارد و ۲۹ متر بالاتر از سطح دریا واقع شده‌است.